# Морон, Хисела
Гизела Морон (исп. Gisela Morón Rovira; род. 25 января 1976; Барселона) — испанская синхронистка, серебряный призёр летних Олимпийских игр 2008 года в группе. В 2009 году в составе сборной Испании на XIII Чемпионате мира по водным вида спорта завоевала титул чемпионки мира в комбинации. Для испанской команды эта золотая медаль в данной дисциплине стала первой за всю ее историю.  
После завершения спортивной карьеры Гизела Морон занялась тренерской деятельностью. С сентября 2018 года — технический директор в Федерации плавания Каталонии (FCN).